# Янбакти
Янбакти́ (рос. Янбакты, башк. Янбаҡты) — присілок (у минулому селище) у складі Благоварського району Башкортостану, Росія. Входить до складу Балишлинської сільської ради.
Населення — 59 осіб (2010; 54 в 2002).
Національний склад:
- башкири — 76 %

Стара назва — селище Роз'їзда Янбахта, у радянські часи Ямбахта.